# Lithocarpus henryi
Lithocarpus henryi (Seemen) Rehder & E.H.Wilson – gatunek roślin z rodziny bukowatych (Fagaceae Dumort.). Występuje naturalnie w Chinach – w prowincjach Anhui, Kuejczou (w północno-wschodniej części), Hubei (na zachodzie), Hunan (w zachodniej części), Jiangsu, Jiangxi, Shaanxi (na południu) oraz Syczuan (we wschodniej części). 

## Morfologia
PokrójZimozielone drzewo dorastające do 20 m wysokości.
LiścieBlaszka liściowa jest skórzasta i ma podłużny kształt. Mierzy 12–22 cm długości oraz 3–6 cm szerokości, jest całobrzega, ma klinową nasadę i krótko spiczasty wierzchołek. Ogonek liściowy jest nagi i ma 15–35 mm długości.
OwoceOrzechy o kulistym kształcie, dorastają do 16–20 mm długości i 18–22 mm średnicy. Osadzone są pojedynczo w miseczkach w kształcie kubka, które mierzą 6–14 mm długości i 15–24 mm średnicy. Orzechy otulone są w miseczkach do połowy ich długości.

## Biologia i ekologia
Rośnie w lasach mieszanych. Występuje na wysokości od 1400 do 2100 m n.p.m. Kwitnie i owocuje od sierpnia do października. 